# Торгова Федерація
Торгова федерація (англ. Trade Federation) — організація вигаданого всесвіту «Зоряних війн»; торговий картель, заснований приблизно в 350 році ДБЯ в результаті об'єднання декількох організацій-виробників техніки. Керується Радою директорів на чолі з віце-королем. До часу Війн клонів Федерація контролювала більшість торгових шляхів і безліч зоряних систем.

## Історія
Після Старкської Гіперпросторової війни віце-королем Торгової федерації став Нут Ганрей, за наказом якого під час економічного саміту на Еріаду, що проходив у 33 році ДБЯ, були перебиті практично всі члени Директорату, які обмежували владу віце-короля. Після цього всі пости в Директораті були віддані неймодіанцям, які підтримували Ганрея.
Приблизно в цей час Торгова федерація втрутилася в хід Хакськіх війни, ставши союзником комахоподібної раси ям'ріі, якій загрожувала повна поразка з боку калішців. За допомогою Федерації ям'ріі звернулися до Сенату, і той послав у систему Аббаджі команду джедаїв. Джедаї ухвалили рішення про винність калішців. Зрештою Республіка почала робити спроби якось обмежити вплив Федерації, і першою такою спробою було рішення про встановлення нової системи оподаткування торговельних шляхів. У відповідь на це Торгова федерація блокувала своїм флотом планету Набу. Частина Директорату федерації увійшла до Окупаційної ради, яка управляла бойовими дроїдами зі столиці Набу. Ці дії Федерації викликали черговий скандал в Сенаті, і послужили непрямою причиною відставки Канцлера Велорума, якому на позачерговому засіданні Сенату, присвяченого проблемі Набу, королева Амідала висунула вотум недовіри.

### Війни клонів
Блокада Набу закінчилася невдачею для Федерації, але вона не втратила свого впливу, незважаючи на численні судові розгляди. Нут Ганрей так і залишався її віце-королем, благополучно подолавши чотири судові процеси. Коли граф Дуку почав створення Конфедерації незалежних систем, Торгова федерація охоче погодилася вступити до неї. Ганрей зажадав від Дуку всього одну річ — голову Падме Амідали. Формально Ганрей дав згоду на приєднання до Конфедерації незадовго перед битвою за Геонозис. Під час Війн клонів Торгова федерація була основним джерелом фінансування для Конфедерації. Також її армія стала основою для армії дроїдів, відданої під командування генералу Грівусу. До кінця Війн клонів деякі з основних світів Федерації були захоплені силами Республіки. Під час битви за Кейто-Неймодію віце-королю Нуту Ганрею ледь вдалося втекти від Обі-Вана Кенобі і Енакіна Скайуокера. Раніше він вже потрапляв у полон Республіки, але зумів втекти.

### Занепад
Після смерті Нута Ганрея на Мустафарі в 19 році ДБЯ, віце-королем Торгової Федерації став Сентепет Фіндос, який незабаром після свого обрання був заарештований військами Імперії. Його змусили підписати угоду, згідно з яким всі ресурси Торгової федерації надходили в розпорядження Імператора. Формально це було кінцем Торгової федерації, але повністю федерація була поглинена імперськими компаніями лише через кілька років.